# Crhov
Crhov (in tedesco Cerhow) è un comune della Repubblica Ceca facente parte del distretto di Blansko, in Moravia Meridionale.